# ジェフ・ピジョン
ジェフ・ピジョン（Jeff Pidgeon、1965年3月19日 - ）は、アメリカ合衆国バーモント州バジェンズ出身のアニメーター、脚本家、絵コンテ、声優。

## 作品
- トイ・ストーリー Toy Story (1995) - 声の出演
- トイ・ストーリー2 Toy Story 2 (1999) - 声の出演
- モンスターズ・インク Monsters, Inc. (2001) - 原案・声の出演
- Mr.インクレディブル The Incredibles (2004) - 声の出演
- ウォーリー WALL-E (2008) - 声の出演
- トイ・ストーリー3 Toy Story 3 (2010) - 声の出演
- トイ・ストーリー4 Toy Story 4 (2019) - 声の出演